# Mittelmosel Triathlon
Der Mittelmosel Triathlon (MMT) ist eine Triathlonveranstaltung, die seit 2009 jährlich in und um Zell an der Mittelmosel ausgetragen wird.

## Organisation

### Olympische Distanz und Sprintdistanz seit 2009
Der „MMT“ wird sowohl als olympische Distanz (1,5 km Schwimmen in der Mosel, 40 km Radfahren und 10 km Laufen) als auch als Sprintdistanz (0,75 km Schwimmen, 20 km Radfahren und 5 km Laufen) angeboten.
Im Juni 2009 wurde die Veranstaltung erstmals durch den TSV Bullay-Alf ausgerichtet. Die Sprintdistanz – beim Mittelmosel Triathlon als „Jedermann-Triathlon“ bezeichnet – wurde auch als Staffel ausgetragen. Neben 336 Startern auf der Sprintstrecke sowie der olympischen Distanz – der Fußballprofi Mirko Casper erreichte auf der Sprintstrecke den 29. Rang – traten auch 20 Staffeln an. Etwa 1000 Zuschauer verfolgten den Wettkampf.
Bei der zweiten Austragung wurde 2010 die Veranstaltung um einen Schüler- und Jugendwettbewerb im Duathlon erweitert, bei dem 68 Teilnehmer am Samstag vor der Hauptveranstaltung starteten. In diesem Jahr wurde der Staffelwettbewerb auf beiden Distanzen ausgetragen, sodass neben 375 Startern auf der Sprintstrecke sowie der olympischen Distanz auch 20 Staffeln antraten.

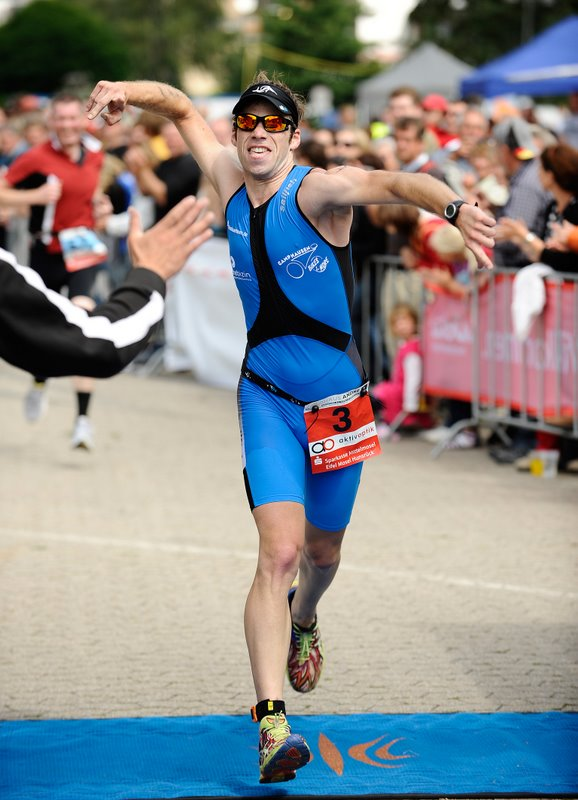
Jens Roth gewinnt den Mittelmosel Triathlon 2011

Die dritte Austragung der Triathlonveranstaltung 2011 wurde vom TSV Bullay-Alf sowie der SG Zell-Kaimt-Merl ausgerichtet. Aus logistischen Gründen wurden die Schüler- und Jugendwettkämpfe aus dem Programm genommen. Neben 408 Einzelteilnehmern starteten im Jahr 2011 auch 22 Staffeln. Der Sieger von 2009 und 2010, Tim Meyer, konnte verletzungsbedingt nicht teilnehmen.
Im Juni 2012 fand die vierte Auflage des Triathlons, in diesem Jahr nach dem Hauptsponsoren als „Paccor Mittelmosel Triathlon“ benannt, statt. Der Rheinland-Pfälzische Triathlonverband (RTV) wertete die Veranstaltung auf der Sprintdistanz für die RTV-Liga, außerdem wurden auf dieser Strecke die Rheinland-Pfalz-Meisterschaften ausgetragen. Tim Meyer siegte bei seinem dritten Start zum dritten Mal in Zell. Jürgen Zäck, der am Sprintwettbewerb teilnahm, wurde disqualifiziert, während der Ironman-Hawaii-Sieger von 2005, Faris Al-Sultan, den zweiten Rang auf der olympischen Distanz belegte.
Die Streckenführung im Zielbereich wurde beim fünften Mittelmosel Triathlon im Juni 2013 erstmals durch eine Brücke unterstützt, die von einem lokalen Dachdeckerbetrieb gesponsert wurde. Die 2. Bundesliga startete erstmals in Zell an der Mosel. Etwa 2000 Zuschauer verfolgten das Rennen rund um die Strecke. Oliver Strankmann konnte den ersten Platz auf der olympischen Distanz für sich verbuchen.
2014 konnte der Kadenbacher Markus Fachbach hier seinen ersten Sieg feiern.
2016 musste das Rennen witterungsbedingt als Duathlon ausgetragen werden (5,2 km Laufen, 40 km Radfahren und 10,4 km Laufen). 2018 gab es hier kein Rennen. Am 23. Juni 2019 war hier die zehnte Austragung.

### Sprintdistanz seit 2023
2023 wurde das Rennen nach drei Jahren Pause in und um Bullay über 700 m Schwimmen, 20 km Radfahren und 5 km Laufen ausgetragen.

## Streckenführung
- Die Schwimmstrecke des Wettbewerbs verläuft stromabwärts von (disziplinabhängig) zwei verschiedenen Startpunkten mit Start am Moselufer von Zell-Kaimt. Der Wassereinstieg erfolgt über Holzpritschen. Seit 2010 erfolgt der Rennbeginn im Massenstart. Der Wasserausstieg erfolgt auf der gegenüberliegenden, rechten Moselseite in der Wechselzone am Zeller Festplatz.
- Nach dem Wechsel auf das Fahrrad durchqueren die Triathleten zunächst durch einen schmalen Weg den als „Fanzone“ angelegten Festplatz der Stadt Zell. Anschließend absolvieren sie auf dem Fahrrad einer für den Kraftverkehr voll gesperrte Strecke von 20 km durch die Orte Zell-Merl, Bullay und Zell-Barl, wobei die Auffahrt nach Zell-Barl das Überwinden von 175 hm beinhaltet, die gleich im Anschluss wieder bergab gefahren werden. Die Strecke überquert die Mosel zweimal über die Doppelstockbrücke (Bullay) sowie die Autobrücke Zell wieder zurück auf den Festplatz Zell in die Wechselzone. Athleten der Kurzdistanz durchfahren den Rundkurs zwei Mal.
- Gelaufen wird bei der Veranstaltung von der Wechselzone in Zell komplett am Moselufer entlang auf einem gesperrten Rad- und Wanderweg bis hinein in der Ortsteil Merl. Dort befindet sich ein Wende- und Verpflegungspunkt. Die Länge der Runde bis zurück in die sogenannte „Fanzone“ beläuft sich auf etwa 5 km, sodass diese Runde von den Startern auf der Kurzdistanz ebenfalls zweimal absolviert werden muss. In der letzten Runde führt die vorher bereits per Rad überquerte Brücke ins Ziel.

## Statistik
| N ° | Datum/Jahr      | Männer               | Männer           | Männer                 | Frauen                 | Frauen           | Frauen         |
| N ° | Datum/Jahr      | Erster Platz         | Zweiter Platz    | Dritter Platz          | Erster Platz           | Zweiter Platz    | Dritter Platz  |
| --- | --------------- | -------------------- | ---------------- | ---------------------- | ---------------------- | ---------------- | -------------- |
| 11  | 16. Juli 2023   | Jens Roth -5-        | Tom Holzmann     | David Simon            | Marie Miroslaw         | Tine Hausmann    | Leonie Reichel |
| 10  | 23. Juni 2019   | Jens Roth -4-        | Marc Eggeling    | Michael Rünz           | Bianca Grosse -3- (SR) | Susanne Harz     | Alicia Brenner |
| 09  | 18. Juni 2017   | Jens Roth -3-        | Marc Pschebizin  | Maximilian Nichterlein | Bianca Grosse -2-      | Annette Jaffke   | Carmen Schaaf  |
| 08  | 19. Juni 2016 * | Jens Roth -2-        | Andreas Theobald | Konrad Frischkorn      | Palina Dubino          | Anna Schloss     | Kristina Biel  |
| 07  | 21. Juni 2015   | Boris Stein          | Jens Roth        | Oliver Strankmann      | Bianca Grosse          | Julia Wydra      | Nike Ruschel   |
| 06  | 23. Juni 2014   | Markus Fachbach (SR) | Faris Al-Sultan  | Oliver Strankmann      | Julia Wydra            | Carmen Schaaf    | Simone Brück   |
| 05  | 23. Juni 2013   | Oliver Strankmann    | Tomas Martinek   | Marc Pschebizin        | Nina Kuhn -2-          | Annette Jaffke   | Nike Ruschel   |
| 04  | 24. Juni 2012   | Tim Meyer -3-        | Faris Al-Sultan  | Jens Roth              | Annette Jaffke         | Beate Zschorlich | Nike Ruschel   |
| 03  | 3. Juli 2011    | Jens Roth            | Markus Fachbach  | Michael Rünz           | Nina Kuhn              | Annette Jaffke   | Jutta Bühler   |
| 02  | 20. Juni 2010   | Tim Meyer -2-        | Marc Pschebizin  | Sean Doundy            | Katja Rabe             | Annette Jaffke   | Ellen van Loy  |
| 01  | 21. Juni 2009   | Tim Meyer            | Marc Pschebizin  | Andrej Heilig          | Carmen Klumpp          | Angela Müller    | Ellen van Loy  |

* 2016 musste das Rennen witterungsbedingt als Duathlon ausgetragen werden.